# Potrošački aktivizam
Potrošački aktivizam društveni je pokret koji se fokusira na zaštitu prava i interesa potrošača kroz različite oblike djelovanja, kojim građani nastoje utjecati na koji se način roba ili usluge proizvode, isporučuju ili prodaju. 
Potrošački aktivizam predstavlja organizirane napore pojedinaca ili grupa koji koriste različite metode ekonomskog i društvenog pritiska kako bi utjecali na ponašanje kompanija i zaštitili prava potrošača. Cilj je postići veću korporativnu odgovornost i transparentnost te poboljšati kvalitetu proizvoda i usluga te sniziti cijene proizvoda u slučaju inflacije. 

## Metode
Bojkoti podrazumijevaju organizirano odbijanje kupnje određenih proizvoda ili usluga kao protest protiv postupaka kompanije ili prevelikih cijena. Učinkovitost često ovisi o širini mobilizacije potrošača i sposobnosti organiziranja koordiniranih akcija.
Pravne akcije uključuju pokretanje sudskih postupaka protiv kompanija koje krše prava potrošača, lobiranje za donošenje zakona koji štite potrošače i podnošenje pritužbi regulatornim tijelima. Direktne akcije mogu biti organiziranje prosvjeda i demonstracija, pisanje peticija i javno prozivanje kompanija koje krše prava potrošača. Online aktivizam uključuje korištenje društvenih mreža za kampanje, pokretanje online peticija, dijeljenje iskustava i recenzija proizvoda te viralno širenje informacija o nepravilnostima.

## Definicije
Kozinets i Handelman definiraju ga kao bilo koji društveni pokret koji koristi težnju društva za potrošnjom koja utječe na poslovni interes.
Za Eleftheriju Lekakis, autoricu knjige „Potrošački aktivizam: Promotivna kultura i otpor”, to uključuje različite potrošačkih praksi koje variraju od bojkota do alternativnih ekonomskih praksi, lobiranja tvrtki ili vlada, prakticiranja minimalne i pažljive potrošnje i sl. Potrošački aktivizam uključuje i aktivizam u ime potrošača za zaštitu potrošača i aktivizam samih potrošača.